# Ferrari 375 Indianapolis

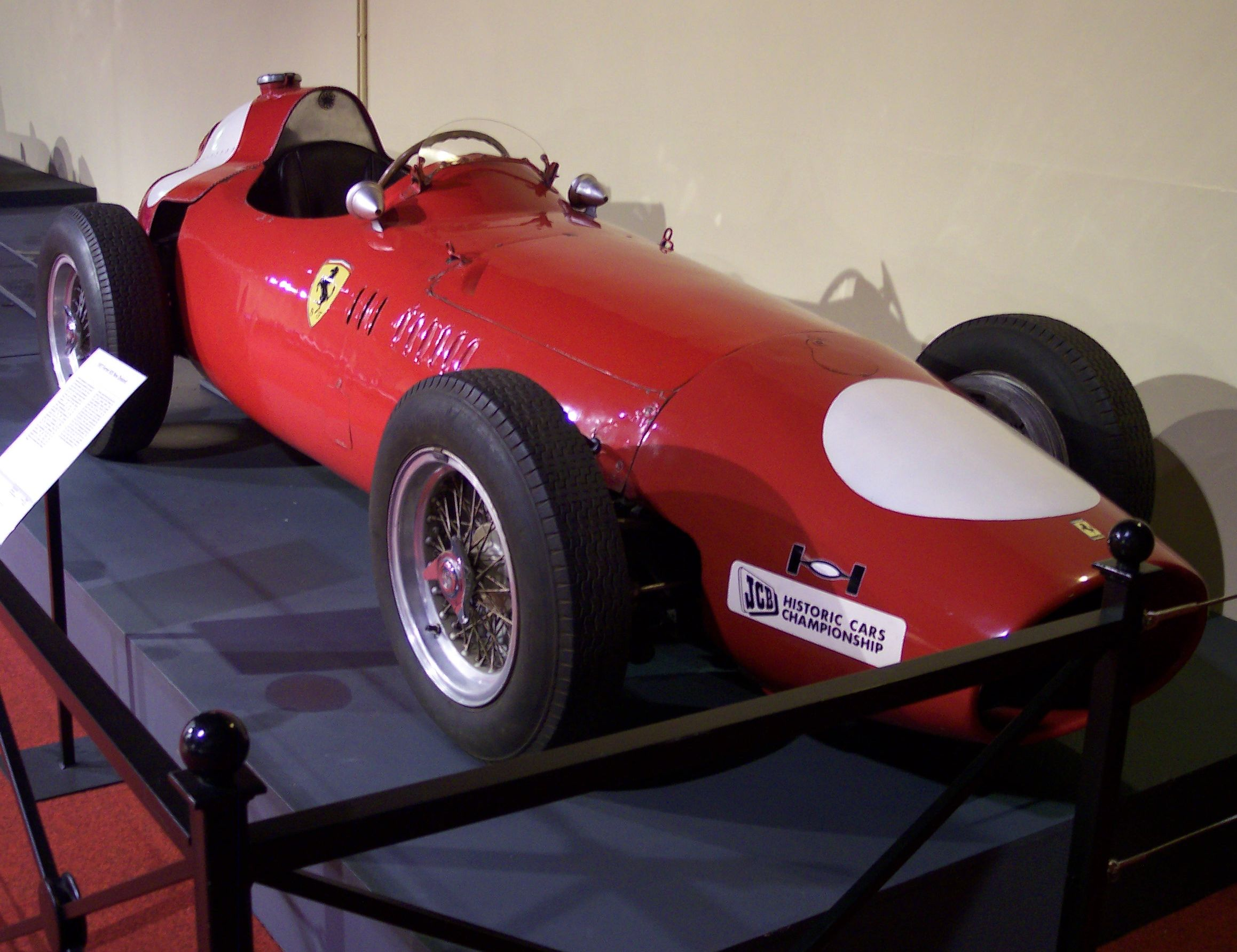
Der einzige qualifizierte Ferrari 375 Indianapolis von Alberto Ascari

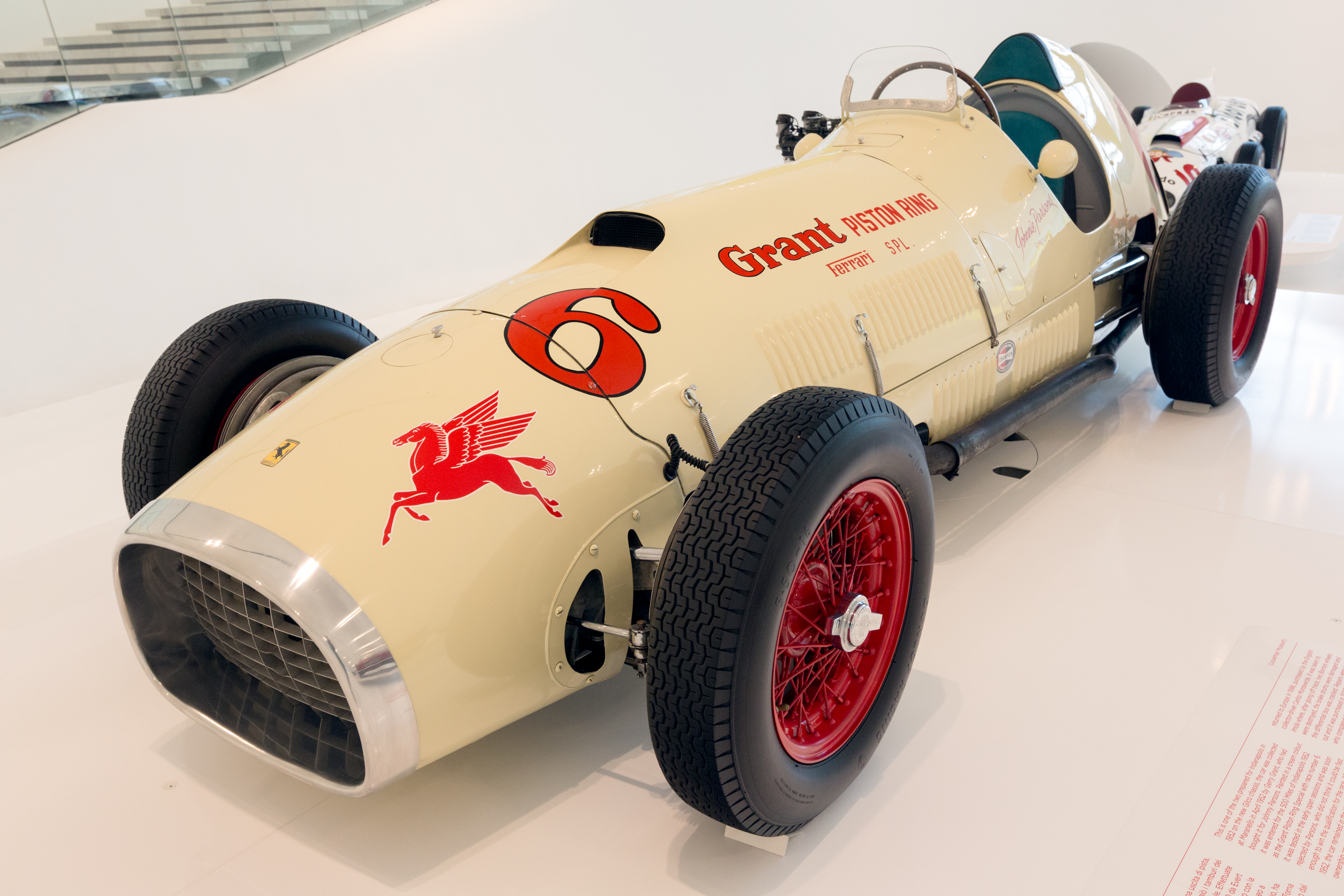
Das im Qualifying ausgeschiedene Fahrzeug von Johnnie Parsons

Beim Ferrari 375 Indianapolis handelte es sich um einen aus dem Formel-1-Wagen Ferrari 375F1 entwickelten Monoposto der Scuderia Ferrari.

## Entwicklungsgeschichte
Gebaut wurde der Wagen für die 500 Meilen von Indianapolis, die in der Zeit von 1950 bis 1960 für die Fahrerweltmeisterschaft gewertet wurden. Vom 375F1 unterschieden sich die Fahrzeuge durch den etwas längeren Radstand (2420 mm) und einen steiferen Rahmen. Fünf Exemplare wurden 1952 gefertigt, ein sechstes Ende 1953 mit kürzerem Radstand und Gitterrohrrahmen.

## Renngeschichte
Bei den 500 Meilen von Indianapolis 1952 blieb Alberto Ascari mit dem Werkswagen glücklos und schied vorzeitig aus, die anderen Ferrari konnten sich nicht qualifizieren. Drei Wagen wurden an Privatfahrer verkauft und liefen noch bis Mitte der 1950er-Jahre in der Formel Libre. Dort hatten die Fahrzeuge bei Straßenrennen weit mehr Erfolg als im Oval von Indianapolis, für das sie ursprünglich gebaut wurden.